# Olympische Sommerspiele 2008/Schwimmen – 800 m Freistil (Frauen)
Der Wettbewerb über 800 Meter Freistil der Frauen bei den Olympischen Spielen 2008 in Peking wurde am 14. und 16. August 2008 im Nationalen Schwimmzentrum Peking ausgetragen. 36 Athletinnen nahmen daran teil. 
Es fanden fünf Vorläufe statt. Die acht schnellsten Schwimmerinnen aller Vorläufe qualifizierten sich für das Finale, das am übernächsten Tag ausgetragen wurde.

## Rekorde
Vor Beginn der Olympischen Spiele waren folgende Rekorde gültig.
| Weltrekord         | Federica Pellegrini ( Italien)    | 8:16,22 min | Tokio, Japan       | 20. August 1989    |
| Olympischer Rekord | Janet Evans ( Vereinigte Staaten) | 8:19,67 min | Sydney, Australien | 22. September 2000 |

Während der Olympischen Spiele wurden folgende Rekorde gebrochen:
| Weltrekord         | Rebecca Adlington | 8:14,10 min | Peking, Volksrepublik China | 16. August 2008 |
| Olympischer Rekord | Rebecca Adlington | 8:14,10 min | Peking, Volksrepublik China | 16. August 2008 |

## Titelträger
| Olympiasieger | Ai Shibata ( Japan)                | 8:24,54 min | Athen 2004     |
| Weltmeister   | Kate Ziegler ( Vereinigte Staaten) | 8:18,52 min | Melbourne 2007 |
| Europameister | Alessia Filippi ( Italien)         | 8:23,50 min | Eindhoven 2008 |

## Vorlauf

### Vorlauf 1
| Platz | Name                 | Nation      | Zeit        | Anmerkung |
| ----- | -------------------- | ----------- | ----------- | --------- |
| 1     | Stephanie Au         | Hongkong    | 8:41,66 min |           |
| 2     | Golda Marcus         | El Salvador | 8:51,21 min |           |
| 3     | Eva Lehtonen         | Finnland    | 8:53,50 min |           |
| 4     | Karolina Szczepaniak | Polen       | 9:08,87 min |           |

### Vorlauf 2
| Platz | Name               | Nation      | Zeit        | Anmerkung |
| ----- | ------------------ | ----------- | ----------- | --------- |
| 1     | Susana Escobar     | Mexiko      | 8:33,51 min | NR        |
| 2     | Kristel Köbrich    | Chile       | 8:34,25 min |           |
| 3     | Jördis Steinegger  | Österreich  | 8:36,40 min | NR        |
| 4     | Gabriella Fagundez | Schweden    | 8:39,06 min | NR        |
| 5     | Réka Nagy          | Ungarn      | 8:40,38 min |           |
| 6     | Lynette Lim        | Singapur    | 8:45,56 min |           |
| 7     | Cecilia Biagioli   | Argentinien | 8:50,18 min |           |
| 8     | Khoo Cai Lin       | Malaysia    | 9:04,86 min |           |

### Vorlauf 3
| Platz | Name                | Nation             | Zeit        | Anmerkung |
| ----- | ------------------- | ------------------ | ----------- | --------- |
| 1     | Camelia Potec       | Rumänien           | 8:19,70 min |           |
| 2     | Li Xuanxu           | China              | 8:24,37 min |           |
| 3     | Katie Hoff          | Vereinigte Staaten | 8:27,78 min |           |
| 4     | Flavia Rigamonti    | Schweiz            | 8:28,67 min |           |
| 5     | Andreina Pinto      | Venezuela          | 8:30,30 min | NR        |
| 6     | Maiko Fujino        | Japan              | 8:35,60 min |           |
| 7     | Tanya Hunks         | Kanada             | 8:38,05 min |           |
|       | Federica Pellegrini | Italien            | DNS         |           |

### Vorlauf 4
| Platz | Name                          | Nation         | Zeit        | Anmerkung |
| ----- | ----------------------------- | -------------- | ----------- | --------- |
| 1     | Rebecca Adlington             | Großbritannien | 8:18,06 min | OR        |
| 2     | Lotte Friis                   | Dänemark       | 8:21,74 min |           |
| 3     | Kylie Palmer                  | Australien     | 8:22,81 min | OC        |
| 4     | Wendy Trott                   | Südafrika      | 8:26,21 min | AF        |
| 5     | You Meihong                   | China          | 8:31,11 min |           |
| 6     | Jaana Ehmcke                  | Deutschland    | 8:39,51 min |           |
| 7     | Ai Shibata                    | Japan          | 8:41,63 min |           |
| 8     | Eleftheria Evgenia Efstathiou | Griechenland   | 8:41,65 min |           |

### Vorlauf 5
| Platz | Name             | Nation             | Zeit        | Anmerkung |
| ----- | ---------------- | ------------------ | ----------- | --------- |
| 1     | Alessia Filippi  | Italien            | 8:21,95 min |           |
| 2     | Jelena Sokolowa  | Russland           | 8:23,07 min | NR        |
| 3     | Cassie Patten    | Großbritannien     | 8:25,91 min |           |
| 4     | Kate Ziegler     | Vereinigte Staaten | 8:26,98 min |           |
| 5     | Coralie Balmy    | Frankreich         | 8:28,34 min |           |
| 6     | Erika Villaécija | Spanien            | 8:32,27 min |           |
| 7     | Melissa Gorman   | Australien         | 8:32,34 min |           |
| 8     | Sophie Huber     | Frankreich         | 8:33,76 min |           |

## Finale
| Platz | Name              | Nation         | Zeit        | Anmerkung |
| ----- | ----------------- | -------------- | ----------- | --------- |
| 1     | Rebecca Adlington | Großbritannien | 8:14,10 min | WR        |
| 2     | Alessia Filippi   | Italien        | 8:20,23 min |           |
| 3     | Lotte Friis       | Dänemark       | 8:23,03 min |           |
| 4     | Camelia Potec     | Rumänien       | 8:23,11 min |           |
| 5     | Li Xuanxu         | China          | 8:26,34 min |           |
| 6     | Kylie Palmer      | Australien     | 8:26,39 min |           |
| 7     | Jelena Sokolowa   | Russland       | 8:29,79 min |           |
| 8     | Cassie Patten     | Großbritannien | 8:32,35 min |           |